# Scaevola holosericea
Scaevola holosericea är en tvåhjärtbladig växtart som beskrevs av De Vriese. Scaevola holosericea ingår i släktet Scaevola och familjen Goodeniaceae. Inga underarter finns listade i Catalogue of Life.